# HMS Sultan (établissement terrestre)
Pour les autres navires du même nom, voir HMS Sultan.
Le 'HMS Sultan est une base militaire terrestre de la Royal Navy à Gosport, dans le Hampshire, en Angleterre. Il s'agit du principal établissement de formation d'ingénieurs de la Royal Navy et du programme d'apprentissage avancé de Network Rail et de l'apprentissage de maintenance en ingénierie d'EDF Energy.
Le site était à l'origine RAF Gosport, il a ensuite été transféré à la Royal Navy en 1945 sous le nom de HMS Siskin (d'où une école voisine nommée Siskin School), il a ensuite été renommé HMS Sultan le 1er juin 1956 lorsque le côté aérodrome a été fermé et une réparation mécanique L'établissement a été déplacé ici de la zone Flathouse par le chantier naval de Portsmouth.
A Better Defence Estate, publié en novembre 2016, indiquait que le ministère de la Défense avait l'intention de se débarrasser du HMS Sultan d'ici à 2026. Il a été proposé que la formation des ingénieurs sous-marins soit transférée à la base navale HM Clyde en 2024, la formation en génie mécanique au HMSCollingwood en 2025 et l'Admiralty Interview Board (en) à la base navale HM de Portsmouth en 2026. Cependant, en mars 2019, le ministère de la Défense a annoncé que la fermeture serait reportée à 2029 au plus tôt.

## Utilisation actuelle
C'est le principal établissement de formation d'ingénieurs de la Royal Navy. Il abrite également le Network Rail Advanced Apprenticeship Scheme et l'apprentissage d'ingénierie de maintenance d'EDF Energy.
Il abrite :
- Defence School of Marine Engineering (en) (École de défense du génie maritime)
- École d'ingénierie et de survie RN Air [3]
- Département Nucléaire
- Centre national du Volunteer Cadet Corps (en) en abritant un certain nombre d'unités du Volunteer Cadet Corps[4].